# Agustín Pérez Siri
Agustín Pérez Siri (Nacido en Carmelo, del Departamento de Colonia, Uruguay el 20 de agosto del 2000) es un futbolista uruguayo que se desempeña como mediocampista para el Cerro Largo FC de la Primera División de Uruguay.

## Trayectoria

### Plaza Colonia
De cara al inicio de la temporada del 2022 continúa en el equipo y comienza la misma jugando la final de la Supercopa Uruguaya 2022 siendo el volante central titular del equipo, quedando como subcampeón al perder con un gol en contra en el tiempo suplementario.

### Ferro
Se confirma su llegada al verdolaga en la que sería su primer experiencia en el fútbol argentino, llega en condición de libre y firmando un contrato hasta el 31 de diciembre del 2024, período en el que sólo disputará el Campeonato de Primera Nacional 2024. Debuta como titular en la primera fecha del campeonato contra Estudiantes de Buenos Aires, partido en el que disputa los 90 minutos, siendo el jugador más destacado del equipo por la prensa.

### Envigado FC
Se confirma su llegada al naranja para disputar la segunda mitad del 2024.

## Estadísticas
Actualizado al 15 de julio de 2024

| Club | Div.          | Temporada     | Liga  | Liga  | Copas | Copas | Copas | Copas | Total | Total | Media |
| Club | Div.          | Temporada     | Part. | Goles | Part. | Goles | Part. | Goles | Part. | Goles | Media |
| --- | ------------- | ------------- | ----- | ----- | ----- | ----- | ----- | ----- | ----- | ----- | ----- |
| Plaza Colonia · Uruguay | 1.ª           | 2021          | 5     | 0     | 0     | 0     | 0     | 0     | 5     | 0     | 0     |
| Plaza Colonia · Uruguay | 1.ª           | 2022          | 34    | 1     | 1     | 0     | 2     | 0     | 35    | 1     | 0.03  |
| Plaza Colonia · Uruguay | 1.ª           | 2023          | 27    | 1     | 0     | 0     | 0     | 0     | 29    | 1     | 0.04  |
| Plaza Colonia · Uruguay | Total         | Total         | 66    | 2     | 1     | 0     | 2     | 0     | 69    | 2     | 0.03  |
| Ferro Argentina | 2.ª           | 2024          | 14    | 0     | 0     | 0     | —     | —     | 14    | 0     | 0     |
| Ferro Argentina | Total         | Total         | 14    | 0     | 0     | 0     | 0     | 0     | 14    | 0     | 0     |
| Envigado FC · Colombia | 1.ª           | 2024          | 0     | 0     | 0     | 0     | —     | —     | 0     | 0     | 0     |
| Envigado FC · Colombia | Total         | Total         | 0     | 0     | 0     | 0     | 0     | 0     | 0     | 0     | 0     |
| Total carrera | Total carrera | Total carrera | 80    | 2     | 1     | 0     | 2     | 0     | 83    | 2     | 0.02  |
| (1) La copa nacional se refiere a la Copa Argentina y Supercopa Argentina . (2) La copa internacional se refiere a la Copa Sudamericana, Recopa Sudamericana, Copa Libertadores y Copa Suruga Bank. |               |               |       |       |       |       |       |       |       |       |       |